# مطار بولاتسك
مطار بولاتسك (بالإنجليزية؛ Polotsk Airport): () هو مطار يقع في بولاتسك، روسيا البيضاء.

## وصلات خارجية
- RussianAirFields.com